# Président de la république de Lituanie
Le président de la république de Lituanie (en lituanien : Lietuvos Respublikos Prezidentas) est le chef de l'État de la république de Lituanie. Ses compétences politiques et institutionnelles sont régies par le titre VI de la Constitution du 25 octobre 1992.
Depuis 2019, Gitanas Nausėda exerce cette fonction.

## Élection

### Système électoral
Le président de la république de Lituanie est élu selon une forme modifiée du scrutin uninominal majoritaire à deux tours pour un mandat de cinq ans renouvelable une seule fois. Si aucun candidat ne recueille la majorité absolue des suffrages exprimés au premier tour avec un taux de participation d'au moins 50 %, ou n'arrive en tête avec un nombre de suffrages au moins égal au tiers du total des inscrits, un second tour est convoqué deux semaines plus tard. Le candidat qui réunit le plus de suffrages au second tour est déclaré élu,. 
L'article 80 de la Constitution dispose que « les élections régulières a la présidence de la République ont lieu le dernier dimanche qui précède les deux mois avant l'expiration du mandat du président de la République en exercice ».
Par ailleurs, « Si seulement un ou deux candidats ont participé au premier tour et qu'aucun d'entre eux n'a obtenu le nombre requis de voix, il est procédé à un nouveau scrutin ».

### Conditions de candidature
Les candidats à la présidence doivent être âgés d'au moins quarante ans, être citoyen de naissance par au moins un de ses parents, avoir vécu en Lituanie au minimum les trois années précédant le scrutin, ne pas avoir été condamné à une peine de prison ferme, ne pas être en service actif dans les forces armées lituaniennes, ne pas être lié par serment à un autre pays et ne jamais avoir été destitué. Les candidats doivent également obtenir les signatures de parrainage d'au moins 20 000 citoyens lituaniens inscrits sur les listes électorales,.
En effet, selon l’article 78 alinéa 1 de la Constitution, « tout citoyen, lituanien d'origine, qui a vécu en Lituanie au moins les trois années précédant l'élection, et est âgé au moins de quarante ans révolus au jour de l'élection et éligible au Seimas » peut être élu président. L'article renvoie aux conditions d'éligibilité au Seimas décrite à l’article 56(1) de la Constitution. Celui-ci dispose que « tout citoyen de la république de Lituanie qui n'est pas lié par serment ou par engagement à un État étranger, qui, au jour de l'élection, est âgé de vingt-cinq ans au moins et réside en permanence en Lituanie » peut être élu au Seimas. Les conditions additionnelles sont donc notamment l'interdiction de la binationalité et l'obligation de résidence permanente en Lituanie.
Par ailleurs, l’article 56(2) exclut « les personnes qui n'ont pas achevé de purger une peine infligée par jugement d'un tribunal, ainsi que les personnes reconnues incapables par les tribunaux ».
Enfin, pour être éligible, il faut remplir les conditions de l’article 78 (ainsi que celles auxquelles il renvoie) ainsi qu’avoir recueilli les signatures d'au moins vingt mille électeurs.

### Indépendance de la fonction
Le président lituanien est officiellement non partisan, un candidat élu membre d'un parti politique se doit donc de le quitter avant de prêter serment.
En effet, selon l’article 83 de la Constitution, « le président de la République ne peut être membre du Seimas et ne peut occuper aucune autre fonction ni percevoir aucune autre rémunération que celle allouée au président de la République ou celle liée a une activité créatrice ». De même, « la personne élue président de la République doit suspendre toute activité dans des partis et dans des organisations politiques jusqu'au début d'une nouvelle campagne à l'élection présidentielle ».

### Prestation de serment
Selon l’article 82 de la Constitution, le président de la République doit prêter serment à Vilnius, devant « les représentants du peuple, membres du Seimas », « le lendemain du jour où se termine le mandat du président en exercice ». Pour cela, conformément à la Loi sur le président de la république de Lituanie, le président doit prêter le serment suivant :

« Aš, [nom de la personne], 
prisiekiu Tautai būti ištikimas Lietuvos Respublikai ir Konstitucijai, gerbti ir vykdyti įstatymus, saugoti Lietuvos žemių vientisumą;
prisiekiu sąžiningai eiti savo pareigas ir būti visiems lygiai teisingas;
prisiekiu visomis išgalėmis stiprinti Lietuvos nepriklausomybę, tarnauti Tėvynei, demokratijai, Lietuvos žmonių gerovei.
Tepadeda man Dievas! [La référence finale à Dieu peut être omise.] »

— Article 4(1) et (2) de la loi sur le président de la république de Lituanie

« Je, [nom de la personne],
jure d'être fidèle à la nation de la république de Lituanie et à sa Constitution, de respecter et de faire respecter la loi, de protéger l'intégrité du territoire de la Lituanie,
Je jure d'exercer mes fonctions de bonne foi et de me montrer juste,
Je jure de faire tout mon possible pour renforcer l'indépendance de la Lituanie, la patrie, la démocratie et le bien-être du peuple lituanien.
Que Dieu m'aide ! [La référence finale à Dieu peut être omise.] »

— Article 4(1) et (2) de la loi sur le président de la république de Lituanie
La prise de fonction se fait immédiatement après la prestation de serment. Un président réélu doit prêter une nouvelle fois serment.

## Fonctions
Selon l’article 84 de la Constitution, le président de la République exerce les fonctions suivantes :
- il « règle les principales questions de politique étrangère et, de concert avec le Gouvernement, met en œuvre la politique étrangère » ;
- il « signe les traités internationaux conclus par la république de Lituanie et les soumet au Seimas pour ratification » ;
- il « nomme et rappelle, sur proposition du Gouvernement, les représentants diplomatiques de la république de Lituanie auprès des États étrangers et des organisations internationales ; il reçoit les lettres de créance et de rappel des représentants diplomatiques des États étrangers ; il confère les rangs diplomatiques les plus élevés et les titres spéciaux » ;
- il « nomme le Premier ministre, avec l'approbation du Seimas, le charge de former le Gouvernement et approuve la composition de celui-ci » ;
- il « met fin, avec l'approbation du Seimas, aux fonctions du Premier ministre » ;
- il « accepte les pouvoirs que lui remet le Gouvernement en cas d'élection du nouveau Seimas et le charge d'exercer ses fonctions jusqu'à ce qu'un nouveau Gouvernement soit formé » ;
- il « accepte la démission du Gouvernement et le cas échéant le charge de continuer à exercer ses fonctions ou charge un des ministres d'exercer les fonctions de Premier ministre jusqu'au ce qu'un nouveau Gouvernement soit formé ; il accepte la démission individuelle des ministres et peut les charger d'exercer leurs fonctions jusqu'au ce qu'un nouveau ministre soit nommé » ;
- « en cas de démission du Gouvernement ou lorsque celui-ci remet ses pouvoirs, [il] soumet pour examen au Seimas, dans un délai de quinze jours, la candidature d'un nouveau Premier ministre » ;
- « sur proposition du Premier ministre, [il] nomme les ministres et met fin à leurs fonctions » ;
- « selon la procédure établie, [il] nomme et relève de leurs fonctions les fonctionnaires de l'État prévus par les lois » ;
- il « présente au Seimas les candidatures des juges à la Cour suprême, et lorsqu'ils sont tous nommés, propose au Seimas parmi eux le président de la Cour suprême ; il nomme, avec l'approbation du Seimas, les juges à la Cour d'appel, et parmi eux, le président de la Cour d'appel ; il nomme les juges et les présidents des tribunaux régionaux et locaux, et décide de leur mutation ; dans les cas prévus par la loi, il propose au Seimas de révoquer les juges ; nomme et révoque, avec l'accord du Seimas, le procureur général de la république de Lituanie » ;
- il « présente au Seimas les candidatures de trois juges à la Cour constitutionnelle, et, après la nomination de tous les juges, propose au Seimas parmi eux un candidat à la présidence de la Cour constitutionnelle » ;
- il « présente au Seimas un candidat à la fonction de contrôleur des comptes et un candidat à celle de président du conseil d'administration de la Banque de Lituanie ; en cas de nécessité, il peut proposer au Seimas d'exprimer sa défiance à leur encontre » ;
- « avec l'approbation du Seimas, [il] nomme et révoque le commandant en chef de l'armée et le chef du service de sécurité » ;
- il « confère les plus hauts grades militaires » ;
- « dans le cas d'une attaque armée menaçant la souveraineté de l'État ou l'intégrité du territoire, [il] prend les décisions relatives à la défense contre une telle agression armée, à la mise en vigueur de la loi martiale ainsi qu'à la mobilisation, et soumet ces décisions à l'approbation du Seimas dès la séance suivante » ;
- « selon les procédures et dans les cas prévus par la loi, [il] proclame l'état d'urgence et soumet cette décision à l'approbation du Seimas dès la séance suivante » ;
- il « présente au Seimas des rapports annuels sur la situation en Lituanie et sur les politiques intérieure et extérieure de la république de Lituanie » ;
- « dans les cas prévus par la Constitution, [il] convoque les sessions extraordinaires du Seimas » ;
- il « fixe la date des élections régulières au Seimas, et dans les cas prévus dans la deuxième partie de l'article 58 de la Constitution, celle des élections anticipées au Seimas » ;
- « selon la procédure fixée par la loi, [il] accorde la citoyenneté de la république de Lituanie » ;
- il « décerne les distinctions officielles de l'État » ;
- il « accorde la grâce aux condamnés » ;
- et il « signe et promulgue les lois adoptées par le Seimas, ou les renvoie devant le Seimas ».

## Statut

### Statut en droit pénal et civil
Le président de la République est inviolable et, dans l'exercice de ses fonctions, ne peut être arrêté ni poursuivi pour une infraction pénale ou administrative.
Le président « ne peut être destitué avant l'expiration de son mandat que dans le cas d'une violation manifeste de la Constitution ou de la trahison de son serment, ainsi que de la commission d'un acte délictueux. La question de la destitution du président de la République est jugée par le Seimas conformément à la procédure d'accusation ».

### Résidences
La résidence du président est établie au palais présidentiel de Vilnius.

## Succession
La Constitution prévoit, à l’article 88, six situations lors desquelles le président cesse ses fonctions : « à l'expiration du mandat pour lequel il a été élu ; en cas d'élection anticipée du président de la République ; en cas de démission ; en cas de décès du président de la République ; si le Seimas met fin a ses fonctions selon la procédure d'accusation ; et lorsque le Seimas, prenant en considération les conclusions de la Cour constitutionnelle, adopte une décision à la majorité des votes des trois cinquièmes de l'ensemble des membres du Seimas, par laquelle il constate que l'état de santé du président de la République ne lui permet plus d'exercer ses fonctions ».
En vertu de l’article 89 de la Constitution, « en cas de décès ou de démission du président de la République, de destitution conformément à la procédure d'accusation, ou lorsque le Seimas décide que l'état de santé du président de la République ne lui permet pas d'exercer ses fonctions, celles-ci sont temporairement exercées par le président du Seimas. Dans ce cas, le président du Seimas n'exerce plus ses compétences au sein du Seimas, et ses fonctions, selon les instructions du Seimas, sont assurées temporairement par le vice-président ». Le Seimas doit convoquer l’élection d'un nouveau président dans un délai de dix jours. L'élection du président qui doit ensuite être organisée dans un délai de deux mois.
En vertu de l’article 89 alinéa 2, si le président de la République se trouve temporairement à l'étranger, ou s'il est malade et ne peut exercer provisoirement ses fonctions, le président du Seimas le remplace. Cependant ces attributions sont limitées, ainsi il ne peut décider l'élection anticipée au Seimas et ne peut ni nommer des ministres ni les relever de leurs fonctions sans le consentement du Seimas. De même, pendant cette période, le Seimas ne peut examiner la question de la défiance à l’encontre du président du Seimas.

## Sources

## Compléments